# Dave Grohl
David Eric "Dave" Grohl, sinh ngày 14 tháng 1 năm 1969, là một rocker nổi tiếng người Mỹ. Dave Grohl nổi tiếng là người có khả năng chơi được nhiều nhạc cụ, là ca sĩ, nhà sản xuất, nhạc sĩ và một nhạc công xuất sắc. Anh được biết tới là người hát chính, guitar và sáng tác cho ban nhạc đình đám Foo Fighters, tay trống kiệt xuất của Nirvana và của Scream sau này, và hiện tại anh vẫn là tay trống của ban nhạc Them Crooked Vultures. Với tài năng và sự nổi tiếng của mình, Dave Grohl đã tham gia hợp tác sản xuất với vô cùng nhiều những nghệ sĩ rock hàng đầu hiện nay, như Garbage, Killing Joke, Nine Inch Nails, The Prodigy, Slash, Juliette Lewis, Tenacious D và Lemmy Kilmister.

## Thời thơ ấu
Khi Grohl còn nhỏ, gia đình anh đã chuyển từ Warren, Ohio tới Springfield, Virginia, ngoại ô Washington D.C. Ba năm sau, khi Grohl lên sáu, cha mẹ anh ly dị và Grohl sống với mẹ.
Từ năm 12 tuổi, Grohl bắt đầu học chơi guitar. Anh nhanh chóng chán ngấy với những giáo trình và quyết định tự mày mò, và cũng bắt đầu lập chơi trong ban nhạc cùng mấy người bạn. Một năm sau đó, Grohl và chị gái đi nghỉ hè tại nhà người họ hàng Tracy, tại Evanston, Illinois. Tracy đã đưa họ tới thế giới punk rock bằng những ban nhạc punk thời đó. Lần đầu anh tới hòa nhạc vào năm 1982 là xem Naked Raygun ở The Cubber Bear, Chicago. Khi đó anh mới 13 tuổi. "Từ đó trở đi chúng tôi là tín đồ punk," Grohl kể lại. "Chúng tôi trở về nhà và mua Maximumrockroll, nghiền ngẫm và vỡ từng nốt nhạc."
Tại Virginia, Grohl học tại trường trung học Thomas Jefferson. Anh được bầu làm phó chủ tịch trong lớp mới và chơi một vài bài của những nhóm như Circle Jerks và Bad Brains trên đài phát thanh trường trước khi phát biểu trên loa. Sau năm học đầu tiên tại trường, Grohl và mẹ quyết định chuyển anh tới trường trung học Bishop Ireton ở Alexandria bởi ở trường cũ, anh bị cuốn vào nghiện ngập và điều này ảnh hưởng tới kết quả học tập.
Khi học ở trung học, Grohl đã chơi cho vài ban nhạc địa phương. Trong đó có một khoảng thời gian chơi guitar cho ban nhạc Freak Baby. Khi chơi cho Freak Baby, anh nói mình muốn chơi trống. Khi Freak Baby sa thải tay chơi bass của họ, Grohl quyết định chuyển sang chơi trống và tạo ra một ban nhạc mới tự gọi là Mission Impossible. Trong những năm thành công rực rỡ trong vai trò một tay trống, Grohl đã noi gương John Bonham, người có ảnh hưởng lớn nhất tới anh. Thậm chí anh còn xăm hình ba vòng tròn đan nhau, vốn là biểu tượng của Bonham trong Led Zeppelin. Sau đó Mission Impossible lại đổi thành Fast và rồi tan rã khi Grohl gia nhập nhóm post-funk Dain Bramage.
Hầu như những ảnh hưởng tới với Grohl từ câu lạc bộ 9:30, nơi diễn ra những chương trình nhạc sống ở Washington D.C. "Tôi tới câu lạc bộ 9:30 hàng trăm lần. Tôi luôn cảm thấy kích động mỗi khi tới đây. Và luôn thấy bấn loạn khi nó đóng cửa. Tôi đã trải qua tuổi thanh niên ở đây và đã xem những chương trình làm thay đổi cuộc đời tôi."

## Sự nghiệp âm nhạc

### Scream
Vào năm 17 tuổi, Grohl thế chỗ một thời gian tay trống Kent Stax trong ban nhạc đang được yêu thích Scream khi anh này ra đi. Để được tham gia nhóm, Grohl đã phải khai gian tuổi thành 20. Grohl đã rất ngạc nhiên khi ban nhạc đã mời anh tham gia. Sau khi trò chuyện vài câu, Grohl đồng ý gia nhập nhóm. Grohl bỏ học. Anh nói "Tôi 17 tuổi và cực kỳ muốn được bước ra nhìn ngắm thế giới, thế nên tôi đã làm vậy." Trong suốt 4 năm sau, Grohl đã đi diễn khắp nơi với nhóm, ghi âm vài live album (như show vào 4 tháng 5 năm 1990 tại Alzey, Đức được phát hành bởi Tobby Holzinger mang tên Your Choice Live Series Vol. 10) và 2 album thu âm là No More Censorship và Fumble, trong đó Grohl có góp giọng trong ca khúc "Gods Look Down".
Khi chơi cho Sceam, Grohl hâm mộ The Melvins và kết bạn với họ. Khi tour năm 1990 kết thúc ở bờ biển phía tây, Buzz Osborne của The Melvins đã mang hai người bạn tới làm quen với Sceam. Đó là: Kurt Cobain và Krist Novoselic.

### Nirvana (1990 – 1994)
Vài tháng sau, Sceam đột ngột tan rã sau sự ra đi của tay chơi bass. Grohl nhờ Osborne giới thiệu cho band mới, và Osborne đã đưa số điện thoại của Grohl cho Krist Novoselic. Và Novoselic đã mời anh tới Seattle. Anh chơi thử và sau đó chính thức gia nhập Nirvana.
Vào thời điểm Grohl gia nhập Nirvana, ban nhạc đã sẵn sàng ghi âm vài bản demos cho cú ra mắt tiếp theo sau album đầu tay Bleach với hãng sản xuất Butch Vig ở Wisconsin. Ban đầu, kế hoạch là ra mắt album ở Sub Pop, nhưng ban nhạc nhận được rất nhiều lời mời từ các hãng ghi âm khác. Vài tháng đầu gia nhập Nirvana, Grohl cùng nhóm đi từ hãng đĩa này tới hãng đĩa kia như một cuộc shopping, và cuối cùng ký hợp đồng với DGC Records. Từ mùa xuân năm 1991, ban nhạc bắt đầu tiến hành thu âm album mới.
Sau khi ra mắt, Nevermind đón nhận thành công hơn cả mong đợi và trở thành một hình ảnh quen thuộc khắp mọi nơi, là bệ phóng đưa ban nhạc nổi tiếng trên khắp thế giới. Vào thời điểm đó, Grohl phải đấu tranh để có chỗ đứng trong ban nhạc. Trong khi phong cách chơi trống của anh là nhân tố quan trọng trong sự thành công của ban nhạc, Grohl tự thấy sự khác lạ con đường chơi trống. Trong tâm trí anh, Nirvana là ban nhạc đã ghi âm album Bleach, và sự xuất hiện của anh đã làm âm nhạc biến đổi đột ngột, và, như anh nghĩ, đây không phải một sự thay đổi tích cực. Mặc dù Grohl đã viết một vài ca khúc trong những năm qua, anh giảm dần việc để ban nhạc thể hiện chúng bởi lo ngại những ca khúc này sẽ phá hỏng phong cách Nirvana. Thay vào đó, Grohl biên soạn những sáng tác của mình và tự ghi âm riêng, phát hành dạng băng cassette với tên gọi Pocketwatch vào năm 1992 bởi hãnh băng Simple Machines. Thay vì dùng tên thật của mình, Grohl đã phát hành cuộn băng dưới nghệ danh "Late!".
Những năm tiếp theo ở Nirvana, những ca khúc của Grohl đóng góp cho ban nhạc ngày một nhiều. Vào tháng đầu tiên khi ở Seattle, Cobain tình cờ nghe thấy Grohl sáng tác ca khúc "Color Pictures of a Marigold", và cả hai đã cùng ngồi lại viết với nhau. Sau đso Grohl đã ghi âm ca khúc đó trong cuốn băng Pocketwatch. Trong quá trình thảo luận để cho ra album In Utero, anh quyết định sẽ ghi âm lại ca khúc này, và ban nhạc đã phát hành bản ghi ở mặt B của đĩa đơn "Heart-Shaped Box" với cái tên đơn giản là "Marigold".
Khi ban nhạc bắt tay vào làm album In Utero, Grohl đã đóng góp phần cơ bản đoạn riff trong "Scentless Apprentice". Trong bài phỏng vấn sau đêm nhạc 1993 MTV, Cobain thừa nhận rằng ban đầu anh nghĩ đoạn riff này là "gần như là đần độn", nhưng phù hợp với cao trào của ca khúc. Cobain cũng rất hào hứng với việc Novoselic và Grohl đóng góp ngày một nhiều hơn vào việc sáng tác của ban nhạc.
Trước tour diễn ở châu Âu năm 1994, ban nhạc quyết định sắp xếp thời gian ở Robert Lang Studios, Seattle để làm demos. Trong hầu như 3 ngày nhóm họp, Cobain đã vắng mặt, vì vậy Novoselic và Grohl đã tự làm demos những ca khúc của mình. Cả hai đã hoàn thành vài ca khúc của Grohl, bao gồm những ca khúc của Foo Fighters như "Exhausted", "Big me", "February Stars", và "Butterflies". Đến ngày thứ ba thì Cobain cuối cùng cũng xuất hiện. Ban nhạc đã cùng nhau làm bản demos của ca khúc cuối cùng mang tên "You know You’re right". Đó là bản ghi âm cuối cùng của ban nhạc.

### Foo Fighters (1994-hiện tại)
Sau cái chết của Kurt Cobain vào tháng 4 năm 1994, Grohl mai danh ẩn tích, tự hỏi không biết phải đi đâu và làm gì với chính mình. Vào tháng 10 năm 1994, Grohl lên kế hoạch ghi âm, một lần nữa với hãng Robert Lang, và nhanh chóng hoàn thành 15 bản demo. Ngoại trừ một phần guitar mà Greg Dulli ở nhóm Afghan Whigs chơi trong "X-Static" thì tất cả còn lại đều do Grohl tự trình diễn.
Cũng tại thời điểm đó, Grohl tự hỏi tương lai sẽ như thế nào nếu lại tham gia chơi trống cho một ban nhạc khác. Vào tháng 11, Grohl trở lại ngắn ngủi cùng với Tom Petty & The Heartbreakers, bao gồm cả buổi trình diễn đáng nhớ ở Saturday Night Live. Petty đã mời anh tham gia luôn cũng với nhóm, nhưng Grohl nhận thấy rằng tương lai của anh cần phải theo một hướng khác, và do đó anh đã từ chối lời đề nghị. Grohl còn được đồn là sẽ thay thế tay trống Dave Abbruzzese của Pearl Jam, thậm chí anh còn tham gia biểu diễn một vài bài trong 3 đêm thuộc tour Australia với Pearl Jam vào tháng 3 năm 1995. Dù tin đồn là gì đi chăng nữa, cuối cùng Pearl Jam đã nhận tay trống Jack Irons của Red Hot Chili Peppers. Và Grohl có một kế hoạch làm việc riêng.
Sau khi hoàn thành bản demo, Grohl tự thấy không ổn với hãng ghi âm. Đại diện của Nirvana’s A&P là Gary Gersh chuyển sang làm phó giám đốc của Captiol Record đã khuyên Grohl cùng chuyển sang. Grohl lại không muốn cố sức để trở thành một ngôi sao độc lập. Vì vậy anh tiến hành tuyển thành viên cho ban nhạc mới: tay guitar cũ của Germs và cũng từng tham gia đi tour với Nirvana là Pat Smear, hai thành viên của ban nhạc Sunny Day Real Estate mới tan rã là William Goldsmith (chơi trống) và Nate Mendel (chơi bass).
Thay vì ghi âm hoàn chỉnh lại album, Grohl đã gửi bản demos cho Rob Schnapf và Tom Rothrock mix lại và phát hành vào tháng 7 năm 1995 như là album ra mắt của Foo Fighters.
Trong quãng thời gian rảnh giữa 2 tour diễn, ban nhạc đã tới studio và ghi âm lại bản "Down in the Park" của Gary Numan. Vào tháng 3 năm 1996, Grohl và người vợ hai Jennifer Youngblood xuất hiện trong tập "Pusher" của serie The X-files mùa thứ 3.
Hơn một năm đi tour quảng bá album, Grohl quay về nhà và bắt đầu làm nhạc cho bộ phim Touch. Tất cả các ca khúc đều do Grohl sáng tác phần nhạc và lời, bài tiêu đề được thể hiện bởi ca sĩ Louise Post tới từ Veruca Salt, keyboards là Barrett Jones trong 1 bài khác, góp giọng và guitar X’s John Doe trong "This Loving thing". Grohl hoàn thành phần ghi âm này trong hai tuần và lập tức quay lại làm việc với Foo Fighters.
Vào giai đoạn cuối hoàn thành album thứ hai của nhóm, giữa Grohl và Goldsmith nảy sinh xích mích. Theo như lời Goldsmith, "Dường như những gì tôi làm là chưa đủ tốt với anh ta, chưa đủ tốt với bất kỳ ai." Goldsmith cũng nghĩ rằng cả Capitol và nhà sản xuất Gil Norton đều muốn Grohl chơi trống trong album. Khi album gần như hoàn thành, Grohl bỏ về nhà ở Virginia, mang theo bản sao của những bản phối nháp. Có thể thấy là anh không hài lòng với kết quả. Grohl tự sáng tác vài ca khúc mới và cho ghi âm một trong số đó, "Walking After You", tại phòng thu cá nhân ở Washington D.C. Trong cuộc họp với nhóm, Grohl xin rút khỏi nhóm và tới Los Angeles để tự ghi âm lại album. Sau sự việc trên, Goldsmith tuyên bố mình sẽ là người ra đi.
Vào năm 2011, khi nói về sự bất đồng dẫn tới sự ra đi của Goldsmith, Grohl đã trả lời, "Có rất nhiều lý do…nhưng một phần lỗi cũng thuộc về tôi. Nó giống như là, bạn biết đấy, tôi chơi trống như thế là đủ rồi." Anh cũng nói thêm, "Tôi ước mình được cầm một thứ khác…"	
Sau rất nhiều nỗ lực, vào tháng 5 năm 1997, album thứ hai của nhóm mang tên The colour and the Shape ra đời, đánh dấu nền tảng vững chãi của Foo Fighters trong làng nhạc rock. Album bao gồm nhiều hits như "Everlong". "My hero", và "Monkey Wrench". Chỉ một thời gian ngắn sau khi album được phát hành, tay trống cũ của Alanis Morissette là Taylor Hawkins gia nhập nhóm. Tháng 9 năm đó, Smear (bạn thân của Jennifer Youngblood) rời khỏi nhóm. Thay thế là bạn cùng nhóm Scream trước đây với Grohl, Franz Stahl (Stahl rời khỏi nhóm vào thời điểm Foo ghi âm album thứ ba, và Chris Shiflett thay thế tạm thời trong các chuyến tour. Anh này sau đó là thành viên chính thức của nhóm).
Cuộc đời của Grohl là chuỗi tiếp diễn những chuyến đi tour và du lịch cùng Foo Fighters. Hiếm hoi thời gian rảnh, anh sống ở Seattle và Los Angeles trước khi quay lại Alexandria, Virginia. Tại đây anh biến căn hầm nhà mình thành một phòng thu, chính là nơi mà năm 1999, album There is nothing left to lose ra đời.
Vào năm 2000, ban nhạc tuyển tay guitar cũ của Queen là Brian May vào chơi vài hợp âm guitar cho bản cover ca khúc "Have a Cigar" của Pink Floyd. Ca khúc này được Foo Fighters ghi vào mặt B của đĩa. Tình bạn giữa hai ban nhạc đã đưa Grohl và Taylor Hawkins tới với đêm nhạc Rock and Roll Hall của Queen vào năm 2001. Grohl và Hawkins tham gia May và tay trống Roger Taylor của Queen trình bày "Tie Your Mother Down", trong đó Grohl hát chính.
Gần cuối năm 2001, Foo Fighters quay về phòng thu và chuẩn bị ra đời album thứ tư. Sau bốn tháng tỏng phòng thu, khi công việc đã gần hoàn thành, Grohl đồng ý tham gia Queens of the Stone Age và giúp họ ghi âm album năm 2002 Songs for the Deaf (Grohl cũng xuất hiện trong video bài "No One Knows" của nhóm). Sau một thời gian đi tour ở Bắc Mỹ, Anh và Nhật Bản cùng Queen, với tinh thần phấn chấn, Grohl gọi cho các thành viên khác của Foo hoàn thiện album của họ ở studio cá nhân tại Virginia. Nỗ lực đã cho ra đời album thứ tư của nhóm, One by One. Trong bài phỏng vấn với Rolling Stone năm 2005, Dave nói rằng "Bốn trong số các bài khá tốt. Bảy bài còn lại tôi sẽ không bao giờ chơi lại trong đời mình. Chúng tôi đã nóng vội làm ra nó, và biến nó thành cẩu thả."
Vào ngày 23 tháng 11 năm 2002, bằng nỗ lực nhiều năm, Grohl đã ghi tên mình đứng đầu trong danh sách Modern Rock của Billboard, khi "You Know You’r Right" của Nirvana bị thay thế bởi "All My Life" của Foo Fighters. Nhưng chỉ một tuần ngắn ngủi sau, "No one knows" của Queens of the Stone Age giành mất vị trí quán quân này. Từ ngày 26 tháng 10 năm 2002 tới ngày 1 tháng 3 năm 2003, Grohl đứng thứ nhất 17 trong 18 tuần, khi là thành viên của 3 ban nhạc khác nhau.
Grohl và Foo Fighters ra mắt album thứ năm mang tên In your honor vào ngày 14 tháng 6 năm 2005. Vào giai đoạn đầu ghi âm album ban nhạc đã chuyển địa điểm từ phòng thu cá nhân của Grohl ở Virginia sang Studio 606 đặt ở một nhà kho gần Los Angeles. Cùng với sự cộng tác của John Paul Jones ở Led Zeppelin, Josh Homme ở Queens of the Stone Age và Norah Jones, album đã thay đổi so với dự định ban đầu, trở thành một phần rock, một phần acoustic.
Album thứ sáu mang tên Echoes, Silence, Patience Grace được phát hành vào 25 tháng 9 năm 2007. Album được ghi âm trong ba tháng từ tháng 3 tới tháng 6 năm 2007. Những bản single sau đó lần lượt ra mắt gồm "The Pretender" vào ngày 17 tháng 9, "Long Road to Ruin vào ngày 3 tháng 12, "Let it die" vào ngày 24 tháng 6 năm 2008.
Vào 3 tháng 11 năm 2009, Foo Fighters ra mắt bộ Greatest Hits gồm 16 ca khúc bao gồm cả những bản acoustic chưa từng phát hành như "Everlong" và hai ca khúc mới "Wheels" và "Word Forward". Grohl nói rằng phát hành như vậy là quá sớm "…cứ như giấy cáo phó ấy". Anh nghĩ rằng trong tương lai họ còn có thể làm được tốt hơn thế.
Album thứ bảy mang tên Wasting Light được phát hành vào 12 tháng 4 năm 2011. Đây là album đầu tiên của Foo Fighters được xếp hạng #1 ở Mỹ.

## Cuộc sống cá nhân
Grohl kết hôn hai lần. Lần đầu là từ năm 1993 tới 1997 với nhiếp ảnh gia Jennifer Youngblood. Sau khi ly hôn, Grohl đi lại với Louise Post tới từ Veruca Salt, là nghệ sĩ tự do và có tham chơi bass cho Hole.
Sau đó anh kết hôn với Jordyn Blum tới từ Long Island, New York vào ngày 2 tháng 8 năm 2003, tại nhà riêng tại Los Angeles. Khách mời bao gồm Clive Davis, Jack Black, và thành viên cũ của Nirvana Krist Novoselic. Vào ngày 15 tháng 4 năm 2006, con gái của họ là Violet Maye ra đời ở Los Angeles, được đặt theo tên của bà nội của Grohl. Cũng trong đầu năm đó, Tom Hawkins, một thành viên của Foo Fighters nói trên MTV, "Chúng tôi dự định đi tour châu Âu vào từ tháng 1 tới tháng 3, nhưng chúng tôi đã phải trở về nhà vì Dave và vợ có em bé," anh còn thêm rằng "tôi không định nói thế." Grohl nói rằng anh đã chơi nhạc khi đứa trẻ còn trong bụng mẹ, và thêm rằng "Em bé thích The Beatles. Không hứng thú lắm với The Beach Boys, Digs Mozzart." Ngày 17 tháng 4 năm 2009, con gái thứ hai của Grohl, Harper Willow, ra đời.
Grohl đã lên tiếng về việc lạm dụng chất kích thích, được ghi trong một video năm 2009 về việc phòng chống chất kích thích của BBC. "Tôi không bao giờ nghiện cocaine, trong suốt cuộc đời. Tôi không bao giờ nghiện heroin, Tôi không bao giờ đua xe tốc độ," anh nói trong buổi phỏng vấn năm 2008, thêm rằng anh đã thôi không hút thuốc và ngừng nghiện rượu từ năm 20 tuổi. Trong video của đài BBC, anh nói: "Tôi đã thấy người ta chết. Tuổi trẻ thật không dễ sống. Nhưng những người đó đã chẳng làm gì để cuộc sống dễ chịu hơn."
Vào tháng 5 năm 2006, Grohl gửi thư cổ động hai thợ mỏ bị mắc lại ở mỏ Beaconsfield tại Tasmania, Úc. Một trong hai người đàn ông đã xin gửi một chiếc Ipod trong đó chứa album In your honor của Foo Fighters, được gửi xuống cho họ qua một hố nhỏ. Grohl đã gửi thêm lời nhắn, "Mặc dù tôi phải đi nửa vòng trái đất bây giờ, trái tim tôi sẽ luôn ở bên hai bạn, và tôi muốn các bạn biết rằng khi các bạn trở về nhà, sẽ có sẵn hai chiếc vé xem bất kỳ show nào của Foos, cùng với hai chai bia lạnh đang chờ hai bạn. Đồng ý chứ?"
Vào tháng 10, một trong hai người thợ đã mời Grohl đi uống vài chai sau buổi biểu diễn của Foos ở Sydney Opera House. Grohl đã viết một đoạn nhạc về buổi gặp gỡ này và trân trọng hứa sẽ mang nó vào album tiếp theo của ban nhạc. Và anh đã giữ lời hứa. Bài hát mang tên "Ballad of the Beaconfiel Miners," xuất hiện trong album Echoes, Silence, Patience Grace phát hành năm 2007.
Tháng 8 năm 2009, Grohl tới Warren, Ohio và biểu diễn các bài "Everlong", "Times Like These", và "My Hero". Một đoạn đường ở Warrren sau đó đã được đặt tên là "David Grohl Alley" và được các nghệ sĩ địa phương vẽ hình lên các bức tường ở đó.